# Squanto (Amérindien)
Pour les articles homonymes, voir Squanto.

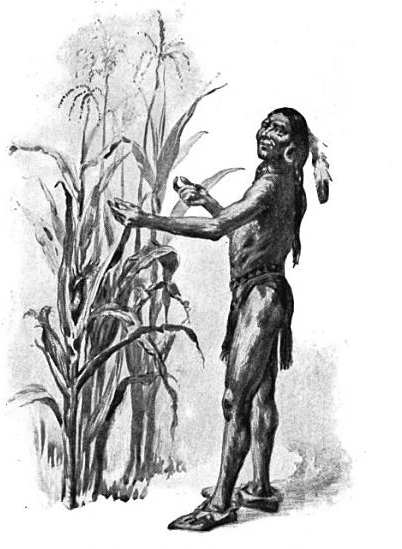
Tisquantum

Squanto (de son vrai nom Tisquantum) (c. 1585 - novembre 1622) est l'un des deux Amérindiens (Samoset étant l'autre) qui ont aidé en 1620 les pèlerins du Mayflower, durant leur premier hivernage dans la colonie de Plymouth en Amérique
Sa grande connaissance de la langue anglaise était due au fait qu'il avait passé plusieurs années de captivité en Angleterre entre 1605 et 1612. Il devint ainsi naturellement le principal interlocuteur des colons puritains, parlant au nom du grand sachem Massasoit. 
L'hiver 1620-1621 fut terrible pour les colons, puisque la moitié d'entre eux périrent de faim et de froid. Ils durent leur salut à l'intervention de Tisquantum et de sa tribu, qui apprirent aux Anglais à pêcher, chasser et cultiver le maïs. C'est en remerciement de cette aide que les colons organisèrent la première Action de grâce (Thanksgiving), qui est encore célébrée de nos jours aux États-Unis, en invitant Massasoit et quatre-vingt-dix de ses hommes à partager un repas durant lequel des dindes et des pigeons furent offerts.

## Biographie
En 1605, le commandant George Weymouth explorant les côtes de la Nouvelle-Angleterre capture plusieurs membres de la tribu des Patuxets, dont Squanto. Ils sont emmenés en Angleterre où Ferdinando Gorges, père de la colonisation anglaise en Amérique du Nord, les prend sous sa protection et leur apprend l'anglais.
Tisquantum retourne en Nouvelle-Angleterre en 1614, profitant d'une expédition conduite par John Smith mais il est de nouveau capturé peu de temps après par Thomas Hunt, second de John Smith, en compagnie d'une trentaine d'autres Amérindiens pour être vendus aux Espagnols. Il parvient à fuir l'Espagne et rejoint l'Angleterre puis repart en Nouvelle-Angleterre en 1619, profitant d'une expédition menée par Ferdinando Gorges. Lorsqu'il arrive à son village, il constate que les Patuxets ont été décimés par la variole et part vivre chez d'autres Wampanoags.

## Dans la culture populaire

### Film
- Squanto: A Warrior's Tale (1994)

### Série
- Saints & Strangers (2015)